# Предзаводской
Предзаводской — посёлок в Заводском районе города Кемерово на его западной окраине. Вблизи посёлка расположен кемеровский промышленный гигант ОАО «Азот» — крупнейшее в Сибири предприятие по производству азотных удобрений. Из-за расположенности вблизи предприятия ОАО АЗОТ (ранее Новокемеровский химический комбинат) посёлок получил своё название.

## История
Предзаводской поселок был намечен на карте к концу 1940-х гг. Застраивали его немецкие военнопленные вплоть до конца 1950-х гг. В 1949 году были сданы первые дома. В поселке действовали: Дворец Культуры, Средняя Общеобразовательная школа № 47, столовые, универсам, больница, поликлиника. Микрорайон рос до начала 1970-х гг, а затем ушел в забвение. В 1986 здесь построили несколько общежитий. В 2011 году здание Дворца Культуры было продано. В начале 2010-х гг. была закрыта школа.

## Инфраструктура
В посёлке развитая инфраструктура.
Из объектов инфраструктуры есть магазины местных и федеральных торговый сетей, консультативная поликлиника, больница, парикмахерская, отделение связи, общественная баня.

## Образование
В посёлке имеется Профессиональное техническое училище № 3.

## Транспорт
Через поселок пролегают городские автобусные маршруты 1, 1у и 19к, связывающие ОАО АЗОТ и пос. Предзаводской с Центральным и Ленинским районами города. Так же через Посёлок проходит трамвайный маршрут № 8 КЭМЗ — АЗОТ, связывающий пос. Предзаводской с центром города. По-близости от пос. Предзаводской проходит 4-й троллейбусный маршрут, связывающий поселок и ОАО АЗОТ с Ленинским районом города. Так же близ посёлка пролегает 16 автобусный маршрут (д/п Ленинградский — пр. Октябрьский — АЗОТ) и пригородные автобусные маршруты 103 (ЖД Вокзал — пос. Мозжуха) и 107 (ЖД Вокзал — пос. Пригородный).

## Экология
В посёлке неблагоприятная экологическая обстановка ввиду близкой расположенности крупных химических предприятий ОАО АЗОТ, Химпром и др.